# حادثة بالوماريس

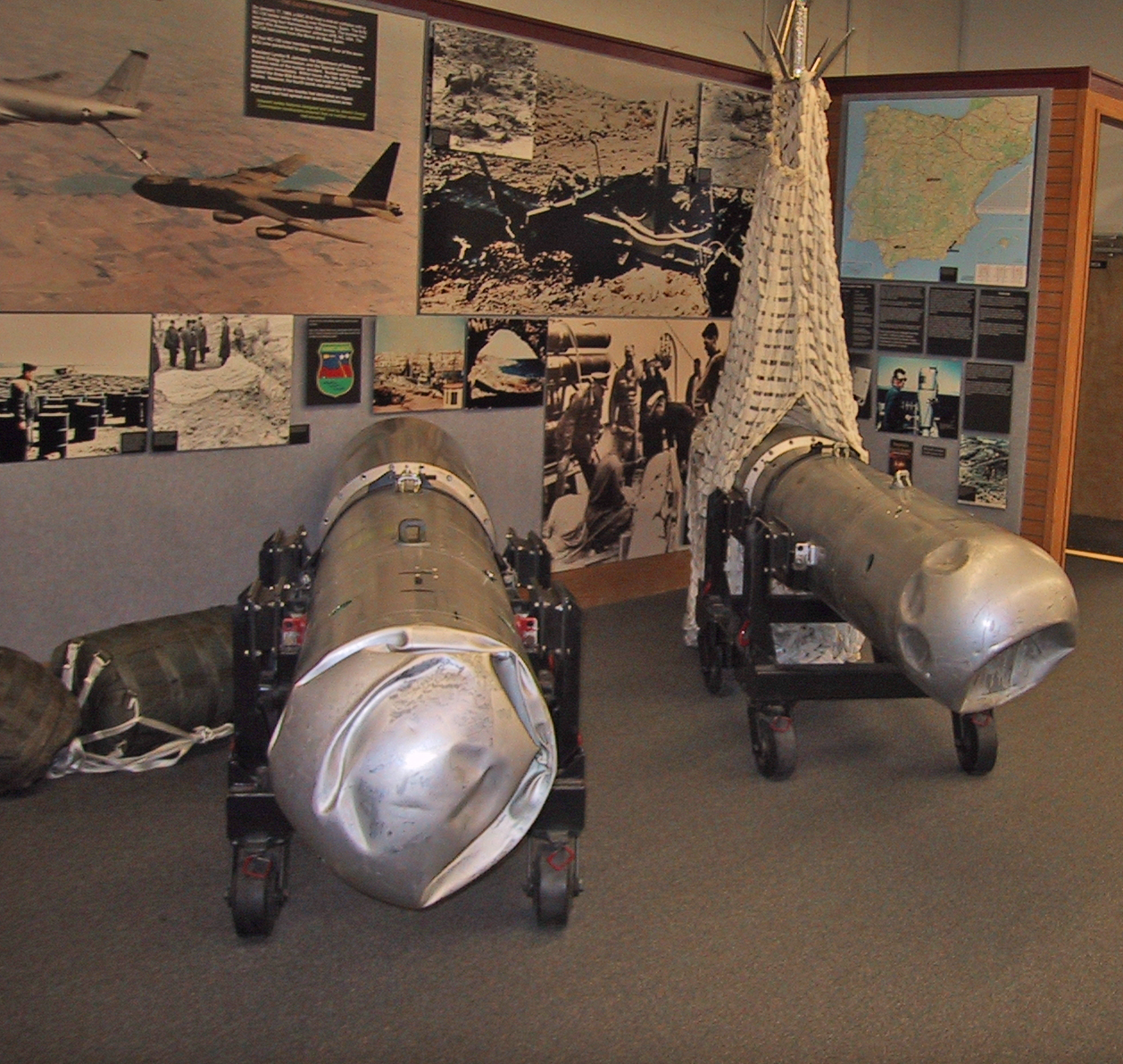
قنبلتان من بالوماريس في المتحف النووي الوطني في البوكيرك، نيو مكسيكو

حادثة بالوماريس وقعت قرب مدينة ألمرية في شاطئ بالوماريس وكهوف المنصورة يوم 17 يناير 1966، حيث فقدت القوات الجوية للولايات المتحدة طائرة خزان من طراز كيه سي -135، وقاذفة قنابل استراتيجية بي-52 ستراتوفورتريس والأسلحة النووية التي كانت تنقلها.

## الحادث
اصطدمت الطائرة الخزان (محملة ب110،000 لتر من الوقود) بقاذفة القنابل الاستراتيجية (محملة ب5 أو 4 قنابل نووية حرارية) في موقع يبعد 30,000 قدم على شواطئ البحر الأبيض المتوسط بينما كانا يحاولان ممارسة عملية التزود بالوقود على ارتفاع 9000 متر. دمرت الطائرة الخزان تماما، عندما أشعلت وقود حمولتها مما أدى إلى مقتل جميع افراد طاقمها الاربعة، ومقتل ثلاثة من افراد الطاقم السبعة على متن بي-52.
بقيت اثنان من القنابل سليمة، واحدة على إحدى حقول الطماطم وأخرى في البحر. انفجر الصاعق غير النووي للقنبلتين الأخرى ين مما تسبب في تحويلهما إلى شظايا وانهمرت سحب غبار من البلوتونيوم على المكان بالقرب من قرية بالوماريس. غطى اشعاع البلوتونيوم مساحة تبلغ نحو 20 كيلومتر من المناطق المجاورة.

## التلوث
تم منع الوصول إلى الحقول، مما أدى إلى تلف محصول البندورة والفاصوليا. وقامت الحكومة الأميركية بحفر الحقول وأزالت نحو 1400 طن من التراب، وتم شحن تلك الكمية إلى الولايات المتحدة لإتلافها، بينما قامت العديد من السفن الحربية الأميركية بدوريات على الساحل لإغلاق المنطقة التي قال الصيادون إنهم شاهدوا القنبلة ملقاة في مياهها. واستغرق الأمر واحداً وثمانين يوما لاستعادة القنبلة من عمق 800 متر تحت سطح المياه.

## وصلات خارجية
- صفحة عن حادث بالوماريس بالتفصيل (بالإسبانية)
- صفحة أخرى أيضا حول تفاصيل حادث بالوماريس (بالإسبانية)
- وثائقي عملية السهم المكسور  نسخة محفوظة 19 يناير 2012 على موقع واي باك مشين. (بالإسبانية)